# John Ireland (componist)
John Nicholson Ireland (Bowdon, Greater Manchester), 13 augustus 1879 – Washington (West Sussex), 12 juni 1962) was een Engelse componist en pianist.

## Biografie
John Ireland was van Schotse afkomst. Hij was het vijfde kind uit een gezin van vijf. Zijn vader was 70 en zijn moeder 40 jaar oud. Zijn vader was uitgever van de Manchester Examiner, de niet zo succesvolle concurrent van de Manchester Guardian, en zijn moeder schrijfster. Zijn middelste naam, Nicholson, de meisjesnaam van zijn moeder, gebruikte hij bijna nooit. Aan zijn jeugd heeft hij geen goede herinnering over gehouden, hij werd altijd door zijn oudere broers en zussen gepest.
Ireland groeide op in een literair milieu. Zijn ouders stierven kort nadat hij op veertienjarige leeftijd naar het Royal College of Music was gegaan. Daar studeerde hij piano en orgel, en later compositie bij Charles Villiers Stanford. Bij Stanford deed Ireland een gedegen kennis op van de muziek van Beethoven, Brahms en andere Duitse componisten. Later gaf hij zelf les aan het Royal College of Music, onder meer aan Ernest John Moeran (die hem bewonderde) en Benjamin Britten (die beduidend minder onder de indruk was van Irelands lessen).
Ireland was organist aan de Holy Trinity Church, Sloane Street, London SW1, en later werd hij organist en koordirigent aan de St. Luke’s Church, Chelsea, Londen. Toen hij met zijn werk Phantasy Trio uit 1908 de Cobbett prijs behaalde vernietigde hij al zijn jeugdwerken uit de periode 1900 – 1908. Ook in 1909 behaalde hij deze prijs, dit keer met een vioolsonate. Met zijn werken die rond de periode 1910-1915 ontstonden, schaarde hij zich onder de toenmalige Engelse avant-garde. Hij wordt, samen met Delius en Bax, beschouwd als de meest uitgesproken lyrici uit de Engelse muziekgeschiedenis. Hij leidde een onopvallend leven, vooral in Chelsea, was een tijdje leraar en werd in 1932 benoemd tot doctor honoris causa van de universiteit van Durham.
In zijn werk zijn allerlei invloeden te vinden; op de eerste plaats Brahms (Ireland is vooral een romanticus gebleven), maar ook Delius is te horen, Ravel, Stravinsky en Bartok. De muziek van Ireland wordt gekenmerkt door een bedwongen, introspectief lyrisme, dat vaak uit natuurimpressies opkomt. Hij is net als Delius en Bax een Engelse impressionist. Bij Ireland is de melodie belangrijk. De harmonie staat er in dienst van. Bij bijvoorbeeld Debussy is het net andersom.
Ireland is de meester van de kleine vorm en de kleine bezetting: zijn sterkste werken zijn z’n korte stukken voor kamermuziekensemble, zijn pianowerken en zijn liederen. In 1953 trok hij zich terug in het gehucht Washington in West-Sussex, waar hij tot zijn dood toe bleef. Hij is begraven op het Shipley kerkhof in de buurt.

## Pianoconcert in Es
In 1928 voelde Ireland zich aangetrokken tot een briljante jonge pianostudent aan de RCM, Helen Perkin, toen negentien jaar oud. In 1930 schreef hij niet alleen het pianoconcert, het Concerto in Es majeur, voor haar, maar gebruikte ook zijn invloed om ervoor te zorgen dat ze de première kon spelen tijdens een Queen's Hall Promenade Concert, een evenement dat hen alle twee op de kaart zette. Een tijdje werd. ze de levensgezel van Ireland, maar ze ontgroeide snel zijn invloed. Toen ze - na in 1932 in Europa te hebben gestudeerd - in aanraking kwam met andere muziek dan die van hem, trouwde ze in 1934 met een architect, waarna haar veelbelovende carrière als een nachtkaars uitging.
Het pianoconcert in Es is Ireland's enige pianoconcert en een van de weinig belangrijke werken uit zijn oeuvre. Het werd destijds gezien als een Brits antwoord op Prokofjev's derde pianoconcert en er zit het een en ander in dat doet denken aan Ravel en Gershwin.
Het werk was meteen een succes en werd het Britse pianoconcert bij uitstek. Het stuk bestaat uit twee delen waarbij het tweede deel onder te verdelen is in een langzaam en een snel gedeelte. Het hele werk duurt nog geen 24 minuten. Het werd in de 20ste eeuw geregeld uitgevoerd, o.a. door Clifford Curzon, Moura Lympany, Eileen Joyce, Gina Bachauer en Artur Rubinstein. Aangemoedigd door het succes was Ierland van plan een tweede concert te schrijven, maar hij voltooide slechts één deel, de Legend, in 1933 voor piano en orkest.

## Werken

### Kamermuziek
- Fantasie Sonate (clarinet & piano)
- Holy Boy (cello & piano)
- Sonate voor cello & piano
- Sonate voor viool & piano nr. 1
- Sonate voor viool & piano nr. 2
- Fantasie Trio
- Sextet
- Trio nr. 2 (viool, cello & piano)
- Trio nr. 3 (viool, cello & piano)

### Koormuziek
- 1890 The Peaceful Western Wind
- 1898 Vexilla Regis for Chorus, Brass and Organ
- 1907 Pater Noster - The Lord's Prayer
- 1907 Te Deum in F for Choir and Organ
- 1910 A Laughing Song
- 1911 In Praise of Neptune
- 1912 Greater love hath no man Motet for choir and organ
- 1919 Fraternity hymn tune
- 1921 Fain would I change that note
- 1936-1937 These things shall be Cantata for Bariton (or Tenor) Chorus and Orchestra
- 1940 Missa Brevis - Missa Sancti Stephani for Chorus
- 1942 Immortality

### Blaasmuziek
- 1932 A Downland Suite for Brass-Band 
  - Prelude
  - Elegy
  - Minuet
  - Round
- A Downland Suite for concert band
- 1934 Comedy Overture for Brass-Band
- Comedy Overture for concert band
- 1947 Man in his labour rejoiceth for Chorus and Brass-Band
- Epic March
- 1944 The Maritime Overture for concert band

### Filmmuziek
- 1946-1947 The Overlanders Film score 
  - March: Scorched Earth
  - Romance: Mary and the Sailor
  - Intermezzo: Open Country
  - Scherzo: Brumbies
  - Finale: Night Stampede

### Orkestmuziek
- 1899 Tritons Symphonic Prelude for Orchestra
- 1903-1904 Orchestral Poem in A minor
- 1917-1918 The Forgotten Rite Prelude for orchestra
- 1930 Concerto for piano and orchestra
- 1933 Legend for piano and orchestra
- 1936 A London Overture
- 1939 Concertino pastorale for String Orchestra
  - Eclogue
  - Threnody
  - Toccata
- 1939 Eclogue - Concertino Pastorale for String Orchestra

### Orgel
- Alla marcia
- Capriccio
- Elegiac Romance
- Holy Boy
- Meditation on John Keble's Rogation Hymn
- Miniature Suite
- Sursum corda

### Piano
- 1895 In those days: Daydream, Meridian
- 1900 A Sea Idyll
- 1912 Decoriations: The Island Spell, Moon-Glade, The Scarlet Ceremonies
- 1913 The Almond Tree
- 1913 Three Dances: Gipsy dance, Country dance, Reaper's dance
- 1913-1915 Preludes: The Undertone, Obsession, The Holy Boy, Fire of Spring
- 1915 Rhapsody
- 1917-1920 London Pieces: Chelsea Reach, Ragamuffin, Soho forenoons
- 1918 Leaves from a Child's Sketchbook: By the mere, In the meadow, The hunt's up
- 1918 Merry Andrew
- 1918 The Towing Path
- 1918-1920 Sonata (in E minor-major)
- 1919 Summer Evening
- 1921 The Darkened Valley
- 1921 Two Pieces: For Remembrance, Amberley Wild Brooks
- 1922 On a birthday morning
- 1922 Equinox
- 1922 Soliloquy
- 1924 Prelude in E flat major
- 1924-1925 Two Pieces: April, Bergomask
- 1926-1927 Sonatina
- 1927 Spring will not wait (opgedragen aan Arthur Miller)
- 1929 Ballade
- 1929-1930 Two Pieces: February's Child, Aubade
- 1933 Month's Mind
- 1937 Green Ways: Three Lyric Pieces: The Cherry Tree, Cypress, The Palm and May
- 1940-1941 Sarnia: An Island Sequence: Le Catioroc, In an May Morning, Song of the Springtides
- 1941 Three Pastels: A Grecian Lad, The Boy Bishop, Puck's Birthday
- 1949 Columbine
- publ.1968 Ballade fo London Nights (op.posth.)

### Piano en Orkest
- Concerto
- Legend

### Liederen
- During Music
- Ex Ore Innocentium (voices and piano) "It is a thing most wonderful", (text: William Walsham How)
- Hawthorn Time
- Heart's Desire, The
- Holy Boy
- Horn the Hornblower
- I have twelve oxen
- If there were dreams to sell
- If we must part
- Land of Lost Content (song cycle)
- Love and Friendship
- Mother & Child (song cycle)
- My true love hath my heart
- Salley Gardens
- Santa Chiara
- Sea Fever
- Song from o'er the hill
- Songs of the Wayfarer (song cycle)
- Songs Sacred and Profane (song cycle)
- Spring sorrow
- Thomas Hardy Songs
- Three Ravens
- Trellis, The
- Tryst (in Fountain Court)
- Vagabond, The
- What art thou thinking of?
- When I am dead, my dearest
- Variations on Cadet Rousselle

### Overige composities
- Bagatelle
- Bed in Summer
- Bells of San Marie
- Berceuse
- Brooks Equinox
- Cavatina
- Concertino Pastorale
- Elegiac Meditation
- The Forgotten Rite
- Scherzo & Cortege
- These things shall be
- Tritons